# Abbaye Notre-Dame de Lanvaux
L’abbaye Notre-Dame de Lanvaux est un établissement cistercien fondé en 1138 et fermée à la Révolution. Elle est située sur la commune de  Brandivy, aujourd’hui dans le département français du Morbihan, en région Bretagne.

## Historique

### Fondation de l'abbaye
Le mouvement cistercien jouit d'une grande popularité au début du Moyen Âge. Cela lui permet, grâce aux legs et aux dons, de devenir un grand propriétaire foncier, notamment des terres incultes à proximité de cours d'eau, et de moulins.
L’abbaye Notre-Dame de Lanvaux est fondée à Brandivy alors trève de Grand-Champ dans l’évêché de Vannes en juillet 1138 avec l'appui du baron Alain Ier de Lanvaux, qui fait don de ses terres aux moines.
Cette abbaye cistercienne est une des cinq filles de l’abbaye de Bégard (filia Begardi) elle-même fondée en 1130. C'est-à-dire que ce sont quatre moines de l'abbaye de Bégard qui sont chargés de la fondation d'une nouvelle abbaye. Cependant, l'absence des textes fondateurs de l'abbaye ne permet pas de connaitre les conditions précises d'implantation dans ses débuts.
L’abbaye passe en 1225 sous l’autorité directe de l’abbaye de Langonnet, fille de l’abbaye de l'Aumône.

### Privilèges
L'abbaye avait le droit de haute, moyenne et basse justice qui s'exerçait à Pluvigner, Bieuzy et Plumelin.
Le sceau de l'abbaye (en 1513) était rond et représentait Notre-Dame, ouvrant ses bras et son manteau, pour abriter six religieux agenouillés à ses pieds.

La confiscation de la baronnie en 1238 met fin au développement de l'abbaye. Quelques dizaines d'années plus tard en 1272, le duc de Bretagne saisit les terres de la famille du fondateur et en vend une partie au vicomte de Rohan. Cette spoliation était peut-être liée à la répression d’une rébellion ou, plus simplement, une mesure destinée à rembourser des dettes contractées par Alain II de Lanvaux. 

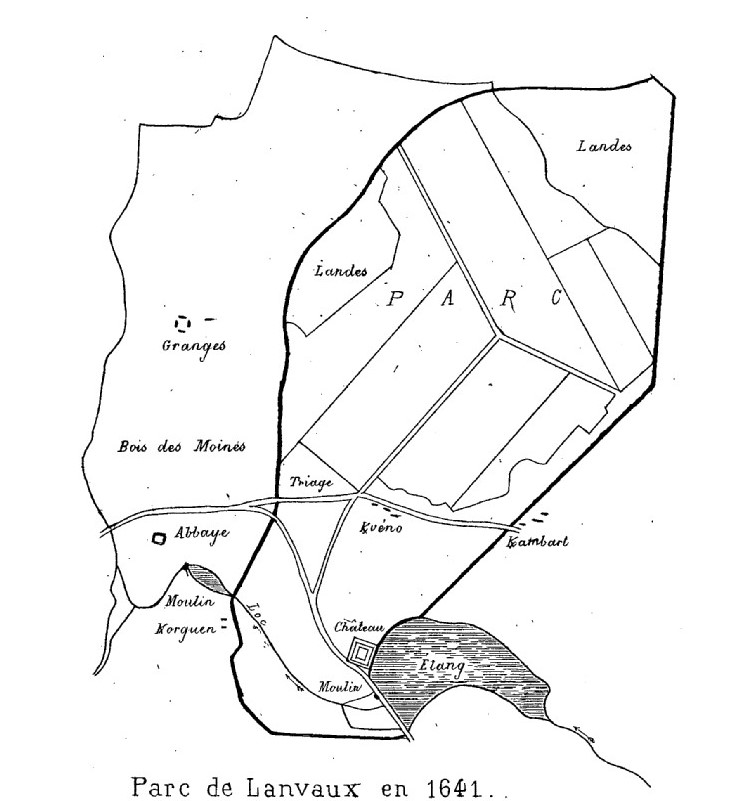
Répartition des terres en 1641.

### Organisation des terres
Les moines ont reçu, en plus de l'emplacement du monastère, une portion des landes de Lanvaux, avec à leur charge, le travail de défrichement. Pour ce faire, les moines engagent des colons et organisent l'espace en tenues: le fond est alors propriété de l'abbaye tandis que les édifices et superfices sont propriétés des colons ou des domaniers. Cette pratique est courante jusqu'à la fin de l'Ancien Régime, où propriété foncière et usage du sol se distinguent souvent car les usagers ne sont pas propriétaires.
Mais les rentes obtenues sont faibles, et la principale dotation financière vient surtout d'une partie des dîmes que le seigneur verse à l'abbaye.
De plus, le seigneur fondateur de l'abbaye a donné aux religieux une portion de bois, appelé depuis le Bois des Moines, afin qu'ils puissent y prélever leur provision de fagot. Son parc réservé leur était également accessible pour le bois de chauffage ou de travaux afin de réaliser les réparations et constructions nécessaires aux bâtiments de l'abbaye.

À cela s'ajoutent des pièces de terres que les moines reçoivent tout au long des XIIe siècle et XIIIe siècle, parfois à la suite de litiges, comme l'atteste le témoignage ci-dessous, extrait d'un parchemin qui se trouve aux archives départementales du Morbihan : 
« Au nom de la sainte et indivisible Trinité, moi Guéthenoc, par la grâce de Dieu, humble ministre de l'église de Vannes, je fais savoir à tous les fidèles qui verront le présent écrit qu'une discussion était née entre les moines de Lanvaus et Even, fils de Gédégou, au sujet d'une petite pièce de terre située auprès de l'église ou chaussée de Guibaé, et qu'elle a pris fin en notre présence, grâce au témoignage légal de cinq prêtres et de quatre laïcs, qui ont attesté que le dit Even n'y avait aucun droit, que les moines avaient acheté non seulement l'écluse, mais encore la dite pièce de terre pour la réparer en cas de besoin. [...] Et afin que tout ce qui précède conserve sa valeur inviolable à perpétuité, nous avons muni la présente charte de notre sceau. »
Les moines établissent une Grange à un kilomètre de l'abbaye, comme cela se pratique dans les abbayes cisterciennes. C'est un domaine rural, éloigné du monastère, avec des bâtiments d'exploitation et d'habitation pour les frères convers détachés de l'abbaye, et spécialisés.
La possession de moulins étant un point fort de l'Ordre de Citeaux, les moines de Lanvaux acquièrent celui près de l'étang de Gorguen à la suite d'une donation, en 1224.
Finalement, au XVe siècle, les biens de l'abbaye sont éparpillés dans plus de seize paroisses, principalement à Grand-Champ, Pluvigner, Plumergat, Plumelec. Ce domaine dispersé mais dans des terrains complémentaires, leur assurait « un rôle d'entrepreneur de culture ».

### Les bâtiments du monastère

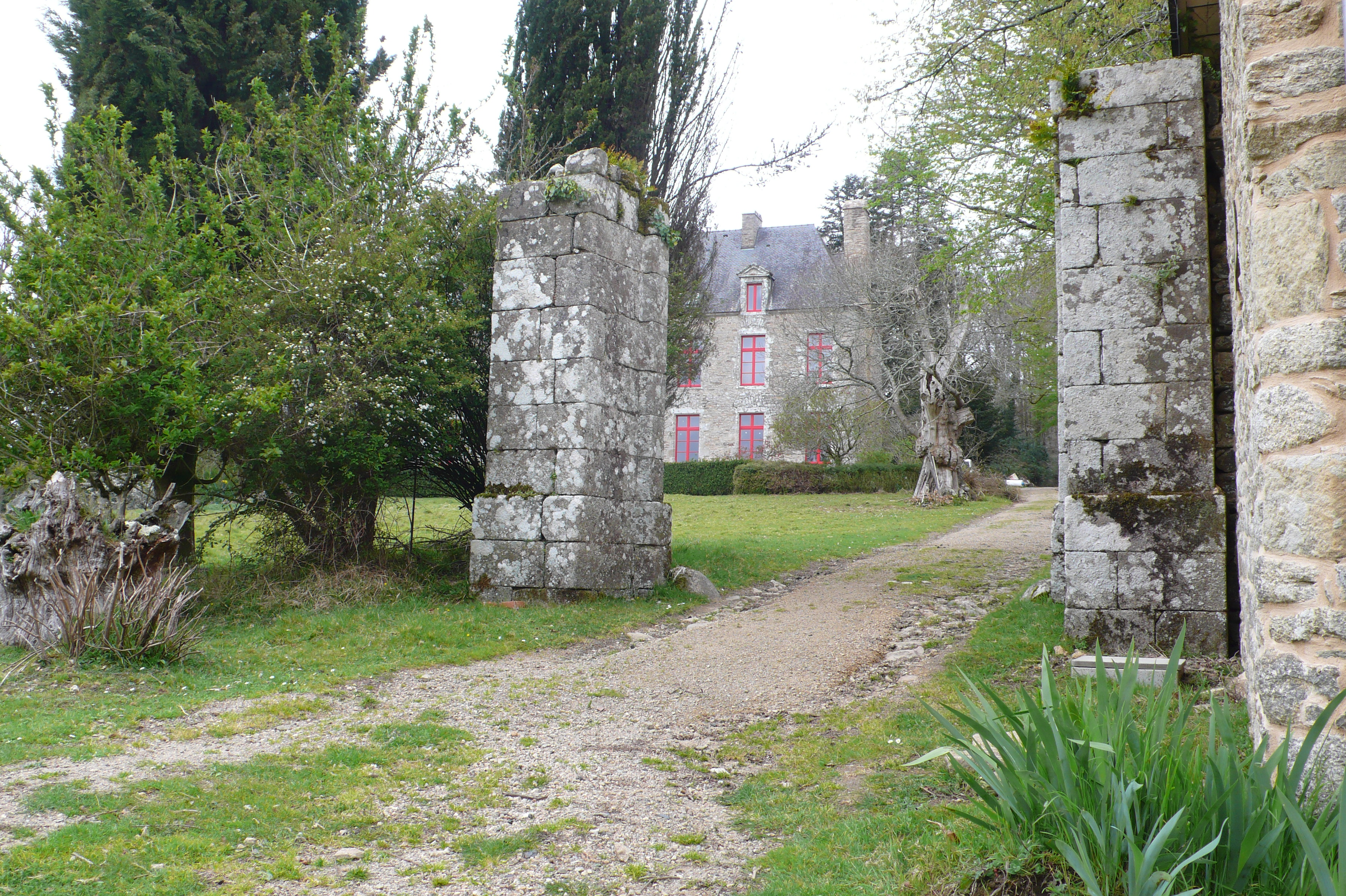
Vestiges de l'ancien porche.

Le monastère de Lanvaux est construit dans la vallée du Loc au milieu de prairies humides. C'est une situation recherchée par les cisterciens de Saint-Bernard. Le pourpris du monastère était composé de terres, une grange, étables et jardins.
Les hypothèses archéologiques permettent de dire que les bâtiments étaient composés autour d'une église avec réfectoire, cuisine et salle capitulaire. Ainsi qu'un cloître, dont la galerie était supportée par des colonnes de bois tournées. Il y avait des chambres et des pièces servant de bibliothèque.
L'église est construite en 1138 de style roman. Le chœur est reconstruit vers 1488 par Olivier Mello, maître maçon. Un retable est ajouté dans l'église en 1628 par l'abbé commandataire Jean Auffray. Le chœur était meublé de stalles dont les sculptures représentaient le fabliau du renard prêchant aux poules et puni par elles. Ce thème de sculpture, en écho à l'art européen de cette époque, est aussi fréquent dans les églises de Bretagne au Moyen Age. Il représente en renard travesti vêtu de l'habit monacal s'adressant à une assemblée de poules attentives, tournant en dérision l'ordre des frères prêcheurs.
L’aile nord s’écroule en 1661. Grâce à une coupe de bois dans la forêt, des travaux de restauration sont entrepris à partir de 1672. La nef de la chapelle reconstruite par F. Bihan, maître maçon à Pluvigner. Des travaux importants dans l’église. En 1614, les bâtiments claustraux étaient en mauvais état : « sans fenêtres, ouvert à tous venans, sans être couverts des injures du temps ». Le logis abbatial se trouvait à l’origine dans l’aile orientale du monastère et fut transféré en 1671 à l’extérieur puis fut reconstruit en 1756.
Les bâtiments de l'abbaye sont reconstruits entre 1731 et 1736 sur les plans de Joseph Rousseau.

### Les messes quotidiennes
Plusieurs seigneurs fondent des messes en rémunérant l'abbaye afin que soit dite une messe en leur nom. En 1292, Payen, seigneur de Malestroit et chevalier, y fonde une messe quotidienne. En échange et pour l'entretien du moine chargé de cette chapellenie, l'abbaye reçoit une rente annuelle. Le défaut de paiement autorisait l'abbaye à recourir aux juges du duc de Bretagne. La rente avait toujours cours en 1415 et était desservie par Jehan, seigneur de Malestroit et de Largoet.
Si le seigneur ne s'affranchissait pas du paiement de la rente, les moines cessaient de dire la messe. Ce fut le cas lorsqu'au XVe siècle, Jehan de Malestroit seigneur de Ker et de Beaumont, ajoute à la rente « trois mines de seigle » à prendre par les moines sur les moulins qu'il possédait. Lorsque la double rente cesse d'être payé, les moines arrêtèrent de dire la messe hebdomadaire chaque samedi, qui était due en échange. La rente était de 60 sous pour dire 52 messes par an, ce qui est peu, surtout qu'à la fin de XVe siècle, la découverte de l'Amérique entraine un renchérissement de la valeur de l'or. Les rentes évoluent alors vers une rente en grain plutôt que financière dès le XVIe siècle.
La plus notable, c'est sans doute celle de la fondation d'une messe faite par le duc Jean V. Il s'agit d'une messe basse, quotidienne, et perpétuelle, commandée à partir de 1435.

### L'ordre et la vie des moines

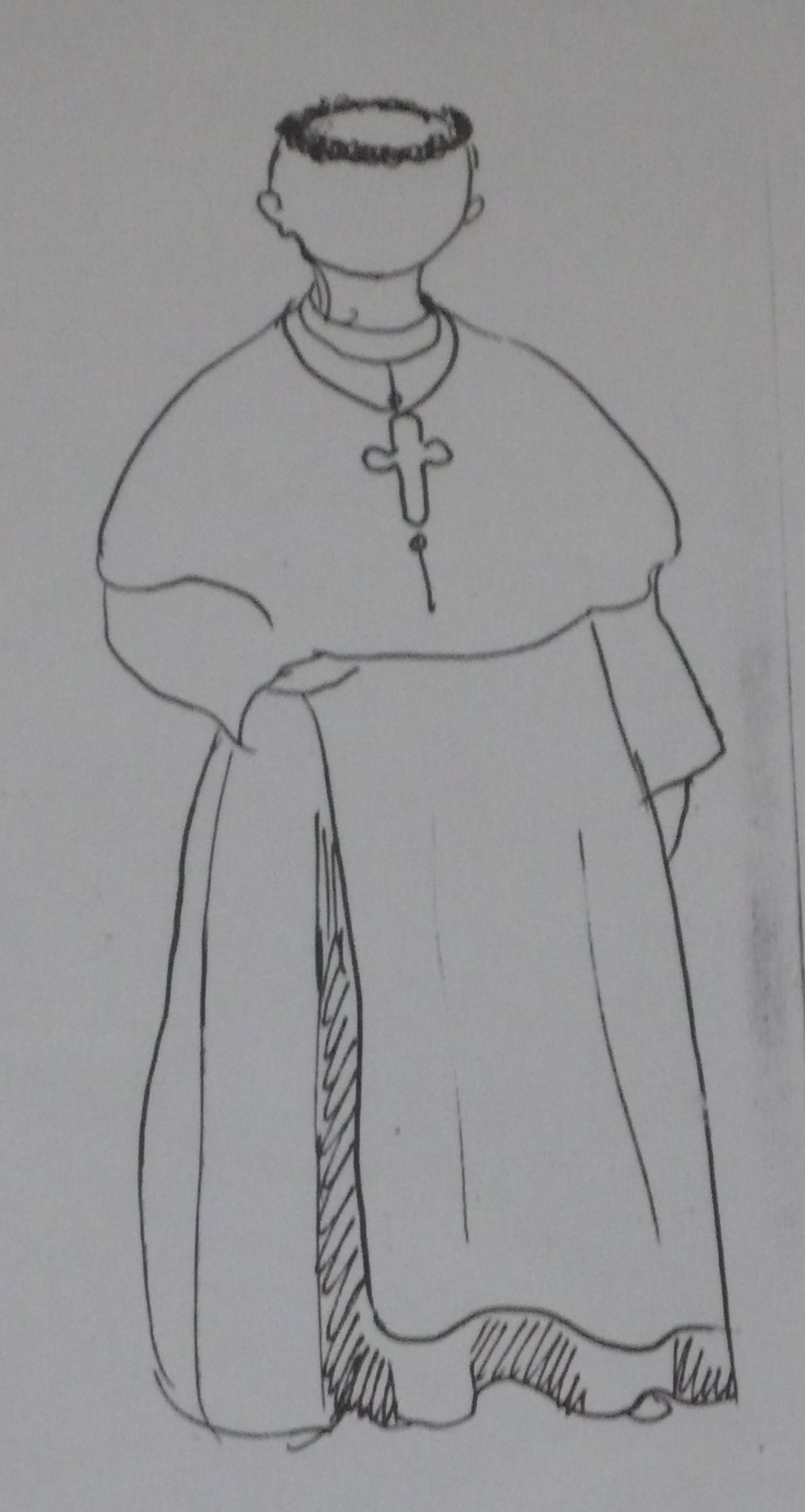
habit de l'abbé cistercien.

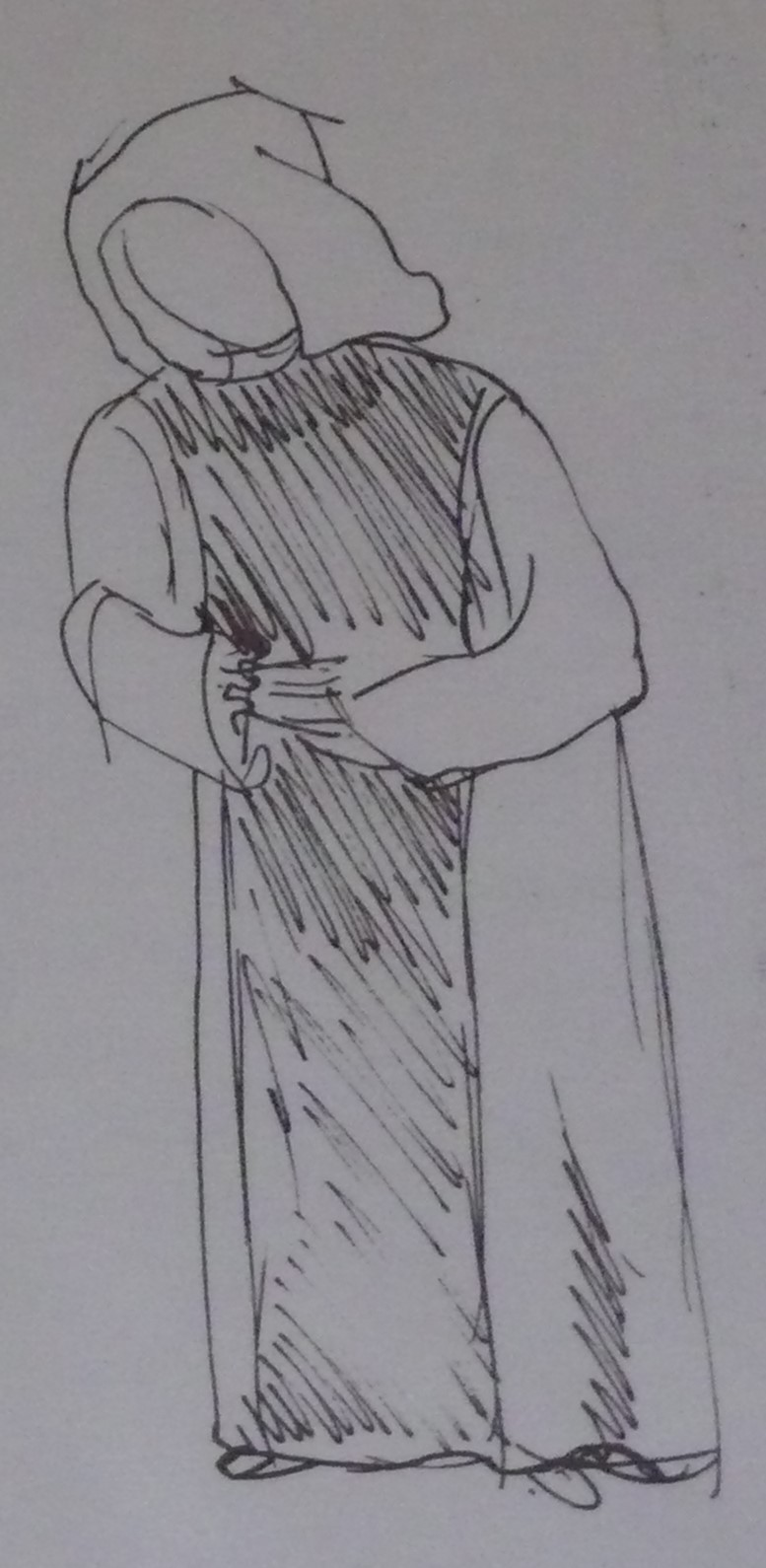
Habit du moine cistercien.

Le monastère était habité exclusivement par les religieux, qui vivaient sous l’autorité immédiate d’un prieur. En 1593, la communauté comprenait six religieux et un novice. En 1790, il y avait cinq profès. A ce nombre, il faut ajouter les moines convers et les domestiques.
Les statuts des moines cisterciens, en observance de la règle bénédictine, leur dictaient l'isolement, la pauvreté, le refus des bénéfices ecclésiastiques, l'autarcie. Leurs journées s'organisaient par des temps d'oraison, d'office et de travail manuel.
Les moines entretenaient un jardin de simples, qui pouvait servir à se soigner. De plus, des archives du XVIIIe siècle  permettent de se faire une idée des soins prodigués et de la pharmacie : vapeur d'ivoire, vapeur de corne de cerf, cristal minéral, semence d'anis, sirop de roses pâles, etc.
Un visiteur de l'Ordre venait régulièrement vérifier le respect des règles. Les comptes rendus sont une source d'archive permettant de connaitre les habitudes en vigueur ou des manquements à la règle. Ainsi, par exemple, dans son rapport rédigé en 1689, Joseph-Melchior de Sérent, abbé de l'abbaye de Prières, recommande de garder le silence hors les heures de récréation, de chanter la messe les dimanches et les jours de fêtes.
Le compte rendu de la visite du 22 octobre 1646 par le commissaire général F. J. Boucherat, indique que les vêpres sont sonnées à 3 heures, les Matines en hiver sont sonnées à 5 heures. Entre les deux matines, un quart d'heure d'oraison mentale. la messe conventuelle à 8 heures hormis les dimanches et fêtes où elle est sonnée à 9 heures. Il ordonne au prieur et aux moines de ne pas sortir sans nécessité, de ne pas fréquenter les villages voisins et de ne pas se rendre aux foires ni aux assemblées. La communauté doit se réunir pour le repas, qui doit commencer et se terminer par une lecture spirituelle.

### Les domestiques du monastère
Les terres, propriétés des moines, étaient entretenues par des domestiques, qui s'occupaient aussi des activités nécessaires au bon fonctionnement de la vie communautaire. Les tenues étaient prises en charge par des domaniers. Les archives départementales du Morbihan conservent un cahier qui recense tous les domestiques de l'abbaye de Lanvaux couvrant les années 1754 à 1760. On y trouve Louis-Thomas de Languedic, cuisinier ; Mathurin Brian, garçon de salle ; Jacques Le Doublique, garçon pour servir les messes ; François, garde forestier ; Mathurin, jardinier ; Jean Dagorne, valet d'écurie ; Thual Farnen, bouvier, Marie, servante de basse-cour ; et un marmiton.

### La commende (1528 à 1790)

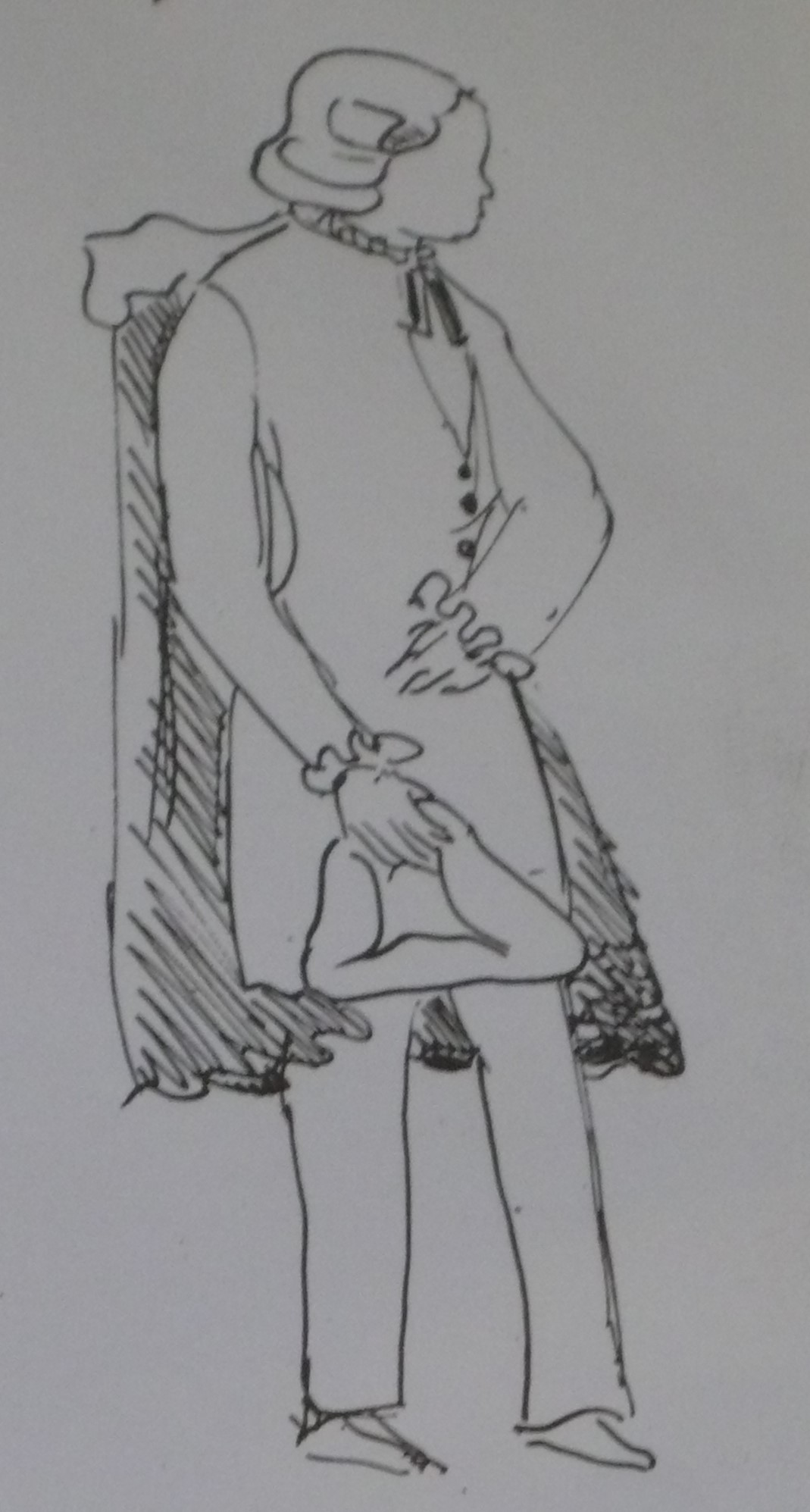
Habit de l'abbé commendataire à Lanvaux.

L'abbaye est dirigée par des abbés réguliers jusqu'en 1516, puis par des abbés commanditaires, qui ne sont pas des moines et dont la priorité peut être de dégager des bénéfices financiers. L'abbé commendataire est nommé par le roi et n'est pas tenu à résidence. Ils font alors construire une maison abbatiale près du couvent mais à l'extérieur des bâtiments du monastère.
La commende est définitivement instaurée en 1528. Elle ruinera l’abbaye. À la fin du XVIe siècle, le monastère traverse une grave crise. De 1572 à 1592, un abbé commendataire particulièrement avide, Nicolas Brissot, sieur de Soudeval, aliène un certain nombre de domaines et confie à ses agents le soin de piller l’abbaye. Son successeur, Louis le Clerc, patronné par Philippe-Emmanuel de Lorraine duc de Mercœur en conflit avec Henri IV de France, achève de ruiner l'abbaye.
En réaction à ce qui peut-être perçu comme un relâchement de l'application des règles monastiques, l'ordre de Citeaux engage une réforme qui intervient à Lanvaux en 1661 sous le mandat de l'abbé Malchior Rouxel. À la suite de cette réforme, qui se passe non sans résistance, les religieux doivent coucher à la dure, se lever à deux heures du matin pour chanter l'office, vivre dans l'enclosure de l'abbaye et ne pas manger de viande.
En 1761, lorsque Dom Gaspard-André Lorin est nommé prieur de Lanvaux, le nombre de moines est passé de cinq à trois. Les causes peuvent être une mauvaise gestion financière de l'abbaye ainsi qu'un relâchement des règles. Il remonte la bibliothèque, reprend une gestion rigoureuse des dépenses et des recettes, et parvient ainsi à doubler les revenus de l'abbaye, ce qui permet d'accueillir à nouveau cinq religieux. Il obtient également de ses frères de renoncer au linge et à la viande, en respect de la réforme.

### Fermeture de l'abbaye (1790)
À la Révolution, les moines sont expulsés, les biens de l'abbaye tels que les moulins, les tenues, sont vendus aux enchères. Le couvent et le pourpris sont aliénés le 15 décembre 1792 pour la somme de 13 540 livres.
Au moment de la vente des biens, les terres sont situées dans seulement six paroisses. En effet, par des achats et des échanges, les moines ont cherché à concentrer les terres pour en faciliter l'administration.
Après l’expulsion des moines le 4 mai 1791, le domaine de l’abbaye est vendu à un négociant de Lorient.

### Le site transformé par l'activité agricole et industrielle

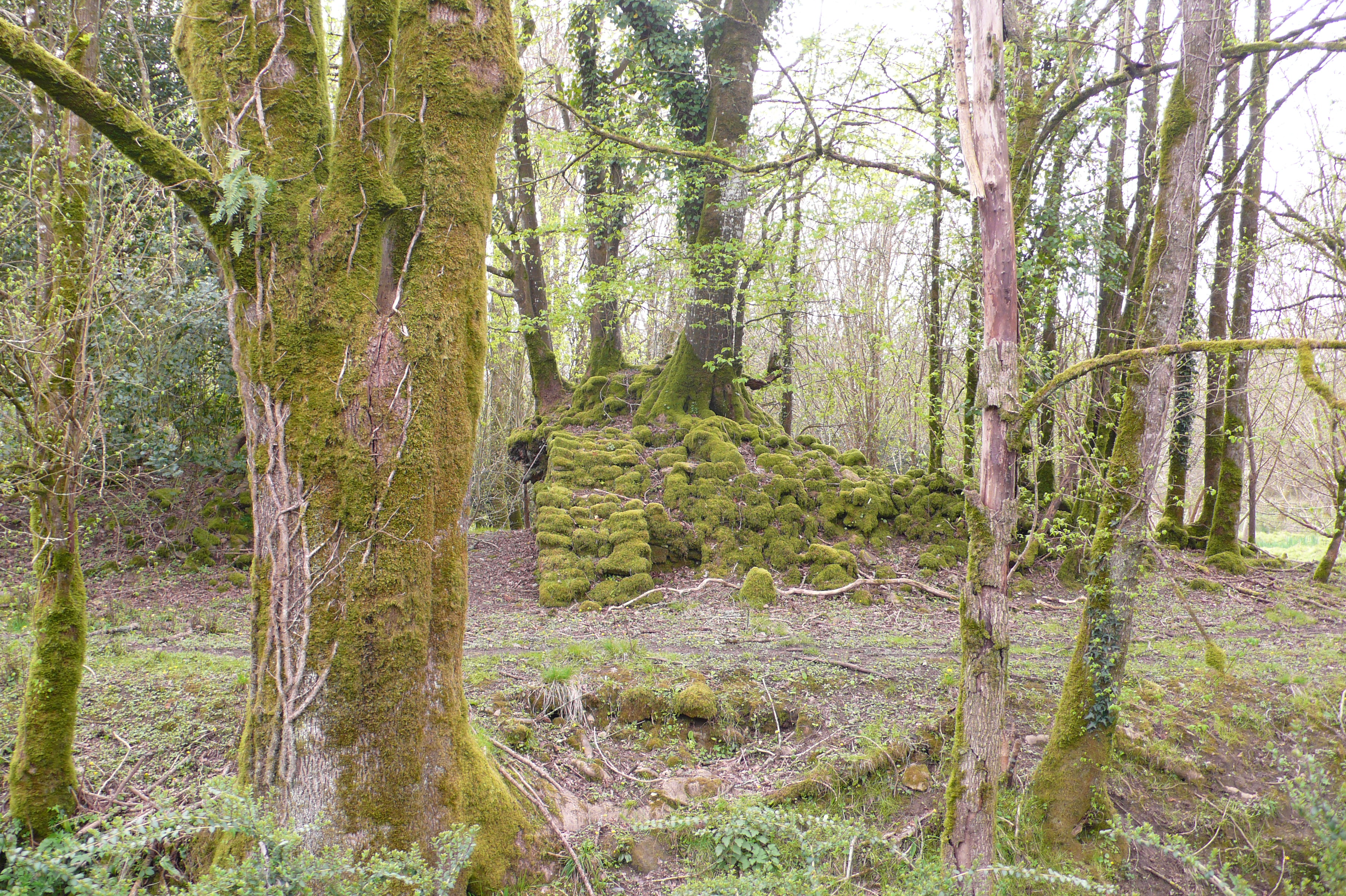
Vestiges des bâtiments.

Une verrerie, en 1824, puis une fonderie, s’installent à proximité, achevant de ruiner les bâtiments.
Une exploitation industrielle de poulets est installée sur les terres de l'abbaye en 1938.

### Valorisation du site et projets
La forêt de Lanvaux, de 207 hectares, est restée propriété de l’État, c'est une forêt domaniale gérée par l'ONF, l'emprise correspond au bois des moines ainsi qu'à l'ancien parc du château. Cette forêt fait également partie d'une zone naturelle d'intérêt faunistique et floristique.
Des opérations archéologiques ont été menées en 2016 dans le cadre d'un programme de recherche universitaire, mais des bâtiments eux-mêmes il ne reste pratiquement rien, à l’exception du logis des abbés commendataires, reconstruits au XVIIIe siècle. Le mur encore debout du chevet de l’église du XVe siècle est en cours de consolidation. De la nef et du transept droit reconstruits à la fin du XVIIe siècle, on ne distingue plus que la base des murs. Une maison subsiste, aujourd’hui un gîte rural, construite plus tardivement sur ce qui pouvait être la salle à manger du monastère donnant sur le cloître.
En janvier 2020, le domaine est acheté par les frères Denis et Hervé Dufour et Françoise Chotard qui ont entrepris une complète rénovation de la maison abbatiale ainsi que des deux bâtiments situés dans le clos du monastère, convertis en gîtes. Ainsi le domaine de l’abbaye de Lanvaux est devenu un lieu de culture consacré à la musique, à la littérature et au bien-être par l'organisation ou l'accueil de stages, ateliers, formations, résidences, spectacles, concerts, ainsi qu'au patrimoine par la proposition de visites guidées et la mise en valeur des vestiges du monastère.

## Liste des abbés
L'abbé Rouaud en est le premier abbé et il cumule rapidement cette fonction avec celle d'évêque, puisqu'il est aussi élu à l'épiscopat de Vannes en 1143. Il décède en 1177 et est inhumé dans le chœur de l'église abbatiale. En 1888, Jean-Marie Guilloux, abbé et vicaire à Brandivy, organise une fouille archéologique dans l'église ruinée, au niveau de l'ancien chœur, aux frais de la société polymathique du Morbihan. Il y a retrouvé trois sépultures saccagées et l'identification n'a pas permis de retrouver celle correspondant à l'abbé Rouaud.

## Blasonnement
Les armes de l'abbaye se blasonnent ainsi :
|  | D'azur au chevron d'or |